# Axel von dem Bussche
Axel Freiherr von dem Bussche-Streithorst Baron (ur. 24 kwietnia 1919 w Brunszwiku, zm. 26 stycznia 1993 w Bonn) − niemiecki oficer zawodowy i członek niemieckiego ruchu oporu.
Pochodził z niemieckiej arystokratycznej rodziny von dem Bussche-Streithorst, spokrewnionej m.in. z holenderską rodziną królewską. Podczas II wojny światowej uczestniczył w kampanii wrześniowej i Operacji Barbarossa.
W październiku 1942 był świadkiem wymordowania przez Einsatzgruppen żydowskiej społeczności Dubna na Wołyniu. Pod wpływem tych wydarzeń stał się przeciwnikiem Adolfa Hitlera, którego - razem m.in. z Stauffenbergiem - próbował zamordować w grudniu 1943, ale zamach nie doszedł do skutku. Wkrótce potem, 30 stycznia 1944 w wyniku ran odniesionych w walce na froncie wschodnim, stracił nogę. Przebywał w szpitalu podczas zamachu w Wilczym Szańcu, dzięki czemu jako jeden z nielicznych konspiratorów przeżył wojnę. 
Hanna Krall napisała o nim reportaż Fantom bólu, opublikowany w zbiorze Taniec na cudzym weselu.

## Odznaczenia
- Złota Odznaka za Rany[1]
- Krzyż Żelazny (1939)[1]
  - II Klasa (28 października 1939)
  - I Klasa (21 maja 1940)
- Złoty Krzyż Niemiecki (15 grudnia 1941)[1]
- Krzyż Rycerski Krzyża Żelaznego (7 marca 1944)[1]
- Odznaka Szturmowa Piechoty[1]

## Literatura
- Fellgiebel, Walther-Peer. Die Träger des Ritterkreuzes des Eisernen Kreuzes 1939-1945. Friedburg, Niemcy: Podzun-Pallas, 2000. ISBN 3-7909-0284-5.
- Fest, Joachim; Plotting Hitler's Death - The Story of the German Resistance, Henry Holt and Company, Nowy Jork, 1996. ISBN 0-8050-4213-X
- Fest, Joachim; "Hitler - Eine Biographie", Propilaeen, Berlin, 2 kwietnia 2004. ISBN 3-549-07172-8
- Moorhouse, Roger; "Killing Hitler", Jonathan Cape, Londyn, ISBN 0-224-07121-1
- Marion Graefin Doenhoff in "Axel von dem Bussche", Gevinon von Medem; v. Hase und Koehler Verlag, Mainz/Muenchen,1994. ISBN 3-7758-1311-X